# Il faut beaucoup aimer les hommes
Il faut beaucoup aimer les hommes est un roman de Marie Darrieussecq publié le 22 août 2013 aux éditions P.O.L et ayant reçu le prix Médicis la même année.

## Historique
Marie Darrieussecq a bénéficié d'une bourse Stendhal pour l'écriture de ce roman. Le titre fait référence à une citation extraite de La Vie matérielle de Marguerite Duras, ouvrage publié en 1987 chez le même éditeur : « Il faut beaucoup aimer les hommes. Beaucoup, beaucoup. Beaucoup les aimer pour les aimer. Sans cela ce n'est pas possible, on ne peut pas les supporter. »
Ce roman est inclus dans la première liste des romans en compétition pour le prix Goncourt 2013. Il reçoit le prix Médicis le 12 novembre 2013 lors du premier tour de scrutin par cinq voix contre deux à La Conjuration de Philippe Vasset, une à Faillir être flingué de Céline Minard et une à Arden de Frédéric Verger,,,. Le roman est en outre récompensé, en décembre 2013, par le prix des prix littéraires.

## Résumé
Solange, actrice française de couleur blanche commençant à avoir du succès à Hollywood, a un brusque coup de foudre pour Kouhouesso, un acteur noir sculptural. Ils forment un couple mixte superbe, mais seulement par intermittences et pas autant que Solange, fascinée, le voudrait. Kouhouesso n'est pas disponible car il veut adapter et diriger une nouvelle version filmée du roman Au cœur des ténèbres de Joseph Conrad, mieux qu'Orson Welles qui a projeté d’adapter Heart of Darkness pour la RKO, ou que Francis Ford Coppola. Qui plus est, il souhaite par principe réaliser le tournage dans un pays d'Afrique, ce qui est de nature à faire fuir tous les investisseurs de peur d'un deuxième Apocalypse Now. Solange se verrait bien dans un des rôles principaux, mais Kouhouesso n'y pense même pas, allant chercher ailleurs, alors qu'elle se trouve devant lui. 
Homme et femme, noir et blanche, africain et européenne, réalisateur et actrice, indifférence et fascination, engagement et disponibilité, images et racines, Hollywood et Gabon ; l'amour, apparemment, permet de résoudre naturellement ce qui peut sembler, pour d'autres, être des oppositions fortes. 
À noter particulièrement la citation d'une page entière du « Discours de Dakar », qui résonne bien étrangement par rapport à la précise peinture des sentiments qu'on trouve dans l'écriture très inspirée de Marie Darieussecq. Se retrouve aussi dans ce livre le personnage de Solange, qui était déjà dans le roman Clèves. Ce personnage semble aussi partager un certain nombre de caractéristiques avec Marie Darrieussecq : opinions, allure physique, liens avec le Pays basque...

## Éditions
- Éditions P.O.L, 2013  (ISBN 978-2-8180-1924-5).

## Adaptation au théâtre
- Il faut beaucoup aimer les hommes, Théatre Ouvert, du 15 septembre au 8 octobre 2016[8]
- conception et réalisation Das Plateau (Jacques Albert, Céleste Germe, Maëlys Ricordeau, Jacob Stambach), Mise en scène et réalisation Céleste Germe, Texte additionnel et scénario Jacques Albert, Composition musicale et direction du travail sonore Jacob Stambach, Avec Cyril Gueï, Maëlys Ricordeau